# Metamazarredia fuscipes
Metamazarredia fuscipes är en insektsart som först beskrevs av Carl Stål 1877.  Metamazarredia fuscipes ingår i släktet Metamazarredia och familjen torngräshoppor. Inga underarter finns listade i Catalogue of Life.